# Max Godemet
Max Godemet, né en 1949, est un entraîneur et formateur français de rugby à XV.
En tant qu'entraîneur, il a mené par deux fois l'équipe de France en finale de coupe du monde, en 1987 et en 1999.

## Biographie
Max Godemet naît le 20 juillet 1949 à Pau, de l'union d'un père mécanicien dans l'armée de l'air et d'une mère enseignante. La famille déménage alors qu'il est âgé de neuf ou dix ans dans les Landes voisines à Mont-de-Marsan.
Étudiant au lycée Victor-Duruy, il y découvre la pratique du rugby à XV. Rejoignant l'école de rugby du Stade montois en 1961, il joue au poste de centre et intègre l'équipe première en 1971. Titulaire du Capes, il est muté dans le Nord à Pecquencourt. 
Il fait son retour dans le Sud-Ouest très rapidement, et retrouve les terrains de rugby en 1974 avec l'équipe réserve « Nationale B » du Stade montois. Il met néanmoins un terme à sa carrière de joueur cinq ans plus tard en raison d'une faiblesse au genou.
Il exerce par la suite en tant que professeur d'éducation physique à Mont-de-Marsan, avant de devenir conseiller technique départemental en 1981. Entre temps, il reste dans le domaine du rugby où il est désormais entraîneur, dans un premier temps de la « Nationale B » du Stade montois puis des cadets de l'école de rugby montoise en tant que conseiller technique départemental ; il officie ensuite auprès du comité Côte basque Landes de rugby, participant à des tournées internationales. Il est aussi entraîneur du Sport athlétique hagetmautien à partir de 1981, menant l'équipe au titre de champion de France du groupe B en 1983, avant de coentraîner le Stade montois de 1986 à 1990, avec Jean-Pierre Labeyrie.
En 1987, il rejoint le sélectionneur de l'équipe de France de rugby à XV Jacques Fouroux pour préparer la première Coupe du monde. La France échoue en finale contre la Nouvelle-Zélande.
Après cette compétition, Fouroux reste sélectionneur mais démissionne en 1990. Godemet le rejoint à nouveau la même année pour prendre en charge les arrières de l'équipe de France B.
En 1995, le nouveau sélectionneur de l'équipe de France Jean-Claude Skrela fait à son tour appel à lui. Un trio formé de Skrela, Godemet et Pierre Villepreux ont ainsi la mission de mener l'équipe de France jusqu'au Mondial 1999. Comme en 1987, l'équipe de France atteint la finale, après avoir notamment battu les All Blacks lors d'un match d'anthologie en demi-finale.
Après la coupe du monde, Godemet devient entraîneur national de la Fédération française de rugby en 2000 puis manager des moins des 19 ans et de l'équipe de France de rugby à XV au Championnat du monde des moins de 21 ans 2006, que dirigent Arthur Retière et Émile Ntamack : ils remportent ensemble la compétition.
En 2007, il est nommé responsable de la cellule de préparation à la Coupe du monde 2007 et l'année suivante il devient directeur technique adjoint chargé de la coordination des opérations de recherches de la Fédération française de rugby. Il dirige au Centre national du rugby de Marcoussis le centre de formation des entraîneurs de clubs.
Déjà président depuis 2016 du comité des Landes, Max Godemet est réélu en 2021, annonçant néanmoins qu'il s'agit de son dernier mandat.

## Publications
- Tests spécifiques d'évaluation du rugbyman, avec la collab. de l'A.R.E.A.P.S (Association pour la recherche et l'Evaluation en activité physique et sportive), 1991[7].
- Landes rugby magazine, publication bimensuelle du Comité départemental 40 rugby Landes ; Max Godemet est directeur de la publication[8].

## Filmographie
- La santé du joueur en question, 2000. Dessin animé réalisé par Didier Ouvrard ; Max Godemet est « participant »[9].
- L'entraînement du joueur en question, 2000. Dessin animé réalisé par Didier Ouvrard ; Max Godemet est « participant »[10].
- Sport, santé, performance : l'entraînement du joueur en question, 2000. Dessin animé réalisé par Didier Ouvrard ; Max Godemet est « participant »[11].
- Rugby : les fondamentaux de la musculation, 2001. Dessin animé réalisé par René Radal ; Max Godemet est « concepteur »[12].